# Брачано
Брачано (итал. Bracciano) је насеље у Италији у округу Рим, региону Лацио.
Према процени из 2011. у насељу је живело 12459 становника. Насеље се налази на надморској висини од 314 м.

## Становништво
| 1936. | 1951. | 1961. | 1971. | 1981.  | 1991.  | 2001.  | 2011.  |
| ----- | ----- | ----- | ----- | ------ | ------ | ------ | ------ |
| 5.319 | 7.123 | 8.209 | 9.449 | 10.659 | 11.160 | 13.436 | 18.549 |

## Партнерски градови
- Нојзес
- Шатне Малабри
- Hoogeveen